# Puchar IBU Juniorów w biathlonie 2016/2017
Puchar IBU Juniorów w biathlonie 2016/2017 – druga edycja tego cyklu zawodów. Pierwsze starty odbędą się 9 grudnia w szwajcarskim Lenzerheide, zaś ostatnie zawody odbyły się w słoweńskiej Pokljuce, 29 stycznia 2017 roku.
Tytułów sprzed roku z bronią: Wśród kobiet Białorusinka Daria Łaszko, natomiast u mężczyzn Niemiec Dominic Reiter.

## Wyniki

### Mężczyźni
| Lp. | Data                | Miejscowość | Konkurencja                    | 1. miejsce                                                                        | 2. miejsce                                                                 | 3. miejsce                                                                 |
| --- | ------------------- | ----------- | ------------------------------ | --------------------------------------------------------------------------------- | -------------------------------------------------------------------------- | -------------------------------------------------------------------------- |
| 1.  | 9–11 grudnia 2016   | Lenzerheide | B. indywidualny 15 km (10.12.) | Anton Dudczenko                                                                   | Kiriłł Strielcow                                                           | Félix Cottet Puinel                                                        |
| 1.  | 9–11 grudnia 2016   | Lenzerheide | Sprint 10 km (11.12.)          | Witalij Trusz                                                                     | David Zobel                                                                | Hugo Rivail                                                                |
| 2.  | 14–17 grudnia 2016  | Hochfilzen  | Sprint 10 km (15.12.)          | Erick Weick                                                                       | Witalij Trusz                                                              | Roman Jeriemin                                                             |
| 2.  | 14–17 grudnia 2016  | Hochfilzen  | B. pościgowy 12,5 km (16.12.)  | Witalij Trusz                                                                     | Kiriłł Strielcow                                                           | Roman Jeriemin                                                             |
| 2.  | 14–17 grudnia 2016  | Hochfilzen  | Sztafeta 4x7,5 km (17.12.)     | Rosja Aleksandr Nasiekin · Igor Malinowskij · Nikita Porszniew · Kiriłł Strielcow | Białoruś Raman Szynkiewicz · Wadzim Radziuk · Ihar Karpiuk · Anton Smolski | Czechy Milan Žemlička · Jakub Štvrtecký · Jakub Procházka · Ondřej Šantora |
| 3.  | 26–29 stycznia 2017 | Pokljuka    | Sprint 10 km (28.01.)          | Kiriłł Strielcow                                                                  | Ondřej Šantora                                                             | Anton Dudczenko                                                            |
| 3.  | 26–29 stycznia 2017 | Pokljuka    | Sprint 10 km (29.01.)          | Nikita Porszniew                                                                  | Igor Malinowskij                                                           | Ihar Karpiuk                                                               |

### Kobiety
| Lp. | Data                | Miejscowość | Konkurencja                      | 1. miejsce                                           | 2. miejsce                                          | 3. miejsce                                                          |
| --- | ------------------- | ----------- | -------------------------------- | ---------------------------------------------------- | --------------------------------------------------- | ------------------------------------------------------------------- |
| 1.  | 9–11 grudnia 2016   | Lenzerheide | B. indywidualny 12,5 km (10.12.) | Julia Simon                                          | Janina Hettich                                      | Jekatierina Moszkowa                                                |
| 1.  | 9–11 grudnia 2016   | Lenzerheide | Sprint 7,5 km (11.12.)           | Caroline Colombo                                     | Krystyna Dmytrenko                                  | Vanessa Voigt                                                       |
| 2.  | 14–17 grudnia 2016  | Hochfilzen  | Sprint 7,5 km (15.12.)           | Walerija Wasniecowa                                  | Natalja Uszkina                                     | Lena Arnaud                                                         |
| 2.  | 14–17 grudnia 2016  | Hochfilzen  | B. pościgowy 10 km (16.12.)      | Anna Weidel                                          | Myrtille Bègue                                      | Jekatierina Moszkowa                                                |
| 2.  | 14–17 grudnia 2016  | Hochfilzen  | Sztafeta 4x6 km (17.12.)         | Francja Camille Bened · Myrtille Bègue · Lena Arnaud | Niemcy Vanessa Voigt · Christin Maier · Anna Weidel | Kazachstan Arina Pantowa · Alina Slepienko · Jelizawieta Bielczenko |
| 3.  | 26–29 stycznia 2017 | Pokljuka    | Sprint 7,5 km (28.01.)           | Jekatierina Moszkowa                                 | Myrtille Bègue                                      | Natalja Uszkina                                                     |
| 3.  | 26–29 stycznia 2017 | Pokljuka    | Sprint 7,5 km (29.01.)           | Walerija Wasniecowa                                  | Jekatierina Moszkowa                                | Myrtille Bègue                                                      |

### Sztafety
| Lp. | Data             | Miejscowość | Konkurencja                      | 1. miejsce                                                                              | 2. miejsce                                                                     | 3. miejsce                                                                  |
| --- | ---------------- | ----------- | -------------------------------- | --------------------------------------------------------------------------------------- | ------------------------------------------------------------------------------ | --------------------------------------------------------------------------- |
| 1.  | 27 stycznia 2017 | Pokljuka    | Pojedyncza sztafeta mieszana     | Rosja Ludmiła Ułybina · Siemion Biej                                                    | Francja Lou Jeanmonnot-Laurent · Félix Connet Puinel                           | Słowenia Urška Poje · Mitja Drinovec                                        |
| 1.  | 27 stycznia 2017 | Pokljuka    | Sztafeta mieszana 2x6 + 2x7,5 km | Rosja Jekatierina Sannikowa · Walerija Wasniecowa · Nikita Porszniew · Igor Malinowskij | Francja Lena Arnaud · Myrtille Bègue · Hugo Rivail · Martin Perrillat Bottonet | Ukraina Anna Krywonos · Krystyna Dmytrenko · Taras Lesiuk · Anton Dudczenko |

## Klasyfikacje

### Mężczyźni
| Miejsce | Zawodnik         | Punkty |
| ------- | ---------------- | ------ |
| 1.      | Kiriłł Strielcow | 483    |
| 2.      | Anton Dudczenko  | 392    |
| 3.      | David Zobel      | 384    |
| 4.      | Nikita Porszniew | 372    |
| 5.      | Igor Malinowskij | 360    |
| 6.      | Milan Žemlička   | 358    |
| 7.      | Witalij Trusz    | 349    |
| 8.      | Anton Smolski    | 330    |
| 9.      | Hugo Rivail      | 315    |
| 10.     | Ihar Karpiuk     | 257    |

| Miejsce | Zawodnik                 | Punkty |
| ------- | ------------------------ | ------ |
| 11.     | Martin Perrilat Bottonet | 251    |
| 12.     | Nikita Łobastow          | 236    |
| 13.     | Félix Cottet Puinel      | 227    |
| 14.     | Erick Weick              | 225    |
| 15.     | Raman Szynkiewicz        | 220    |
| 16.     | Ondřej Šantora           | 210    |
| 17.     | Roman Jeriemin           | 187    |
| 18.     | Morgan Lamure            | 185    |
| 19.     | Emilien Claude           | 182    |
| 20.     | Wadzim Radziuk           | 168    |

| Miejsce | Zawodnik            | Punkty |  |
| ------- | ------------------- | ------ |  |
| 1.      | Kiriłł Strielcow    | 146    |  |
| 2.      | Igor Malinowskij    | 130    |  |
| 3.      | Anton Dudczenko     | 116    |  |
| 4.      | David Zobel         | 112    |  |
| 5.      | Anton Smolski       | 99     |  |
| 6.      | Félix Cottet Puinel | 95     |  |
| 7.      | Nikita Łobastow     | 80     |  |
| 8.      | Michael Trieb       | 80     |  |
| 9.      | Milan Žemlička      | 72     |  |
| 10.     | Ihar Karpiuk        | 63     |  |

| Miejsce | Zawodnik         | Punkty |  |
| ------- | ---------------- | ------ |  |
| 1.      | Kiriłł Strielcow | 252    |  |
| 2.      | Witalij Trusz    | 224    |  |
| 3.      | Nikita Porszniew | 220    |  |
| 4.      | Anton Dudczenko  | 193    |  |
| 5.      | Hugo Rivail      | 187    |  |
| 6.      | David Zobel      | 173    |  |
| 7.      | Igor Malinowskij | 170    |  |
| 8.      | Anton Smolski    | 158    |  |
| 9.      | Ihar Karpiuk     | 155    |  |
| 10.     | Milan Žemlička   | 152    |  |

| Miejsce | Zawodnik         | Punkty |  |
| ------- | ---------------- | ------ |  |
| 1.      | Milan Žemlička   | 134    |  |
| 2.      | Kiriłł Strielcow | 120    |  |
| 3.      | Anton Dudczenko  | 111    |  |
| 4.      | Witalij Trusz    | 99     |  |
| 5.      | David Zobel      | 99     |  |
| 6.      | Nikita Porszniew | 96     |  |
| 7.      | Anton Smolski    | 89     |  |
| 8.      | Roman Jeriemin   | 86     |  |
| 9.      | Erick Weick      | 82     |  |
| 10.     | Ondřej Šantora   | 80     |  |

| Miejsce | Kraj     | Punkty |
| ------- | -------- | ------ |
| 1.      | Rosja    | 1900   |
| 2.      | Francja  | 1419   |
| 3.      | Niemcy   | 1129   |
| 4.      | Ukraina  | 1094   |
| 5.      | Białoruś | 1030   |
| 6.      | Czechy   | 831    |
| 7.      | Włochy   | 517    |
| 8.      | Austria  | 401    |
| 9.      | Norwegia | 361    |
| 10.     | Niemcy   | 344    |

### Kobiety
| Miejsce | Zawodniczka          | Punkty |
| ------- | -------------------- | ------ |
| 1.      | Myrtille Bègue       | 415    |
| 2.      | Walerija Wasniecowa  | 383    |
| 3.      | Jekatierina Moszkowa | 382    |
| 4.      | Natalja Uszkina      | 330    |
| 5.      | Anna Weidel          | 328    |
| 6.      | Vanessa Voigt        | 303    |
| 7.      | Simona Maříková      | 263    |
| 8.      | Caroline Colombo     | 248    |
| 9.      | Urška Poje           | 240    |
| 10.     | Lena Arnaud          | 231    |

| Miejsce | Zawodniczka            | Punkty |
| ------- | ---------------------- | ------ |
| 11.     | Krystyna Dmytrenko     | 226    |
| 12.     | Anna-Maria Schreder    | 226    |
| 13.     | Sophia Schneider       | 225    |
| 14.     | Anna Krywonos          | 222    |
| 15.     | Markéta Davidová       | 218    |
| 16.     | Deborah Laffont        | 208    |
| 17.     | Camille Bened          | 204    |
| 18.     | Megan Bankes           | 203    |
| 19.     | Lou Jeanmonnot-Laurent | 203    |
| 20.     | Maria Tsakiri          | 197    |

| Miejsce | Zawodniczka          | Punkty |
| ------- | -------------------- | ------ |
| 1.      | Anna Weidel          | 108    |
| 2.      | Myrtille Bègue       | 108    |
| 3.      | Vanessa Voigt        | 101    |
| 4.      | Jekatierina Moszkowa | 100    |
| 5.      | Julia Simon          | 92     |
| 6.      | Janina Hettich       | 92     |
| 7.      | Maria Tsakiri        | 90     |
| 8.      | Anna-Maria Schreder  | 89     |
| 9.      | Hanna Soła           | 72     |
| 10.     | Deborah Laffont      | 69     |

| Miejsce | Zawodniczka            | Punkty |
| ------- | ---------------------- | ------ |
| 1.      | Jekatierina Moszkowa   | 234    |
| 2.      | Myrtille Bègue         | 220    |
| 3.      | Walerija Wasniecowa    | 213    |
| 4.      | Natalja Uszkina        | 212    |
| 5.      | Lena Arnaud            | 154    |
| 6.      | Caroline Colombo       | 146    |
| 7.      | Krystyna Dmytrenko     | 140    |
| 8.      | Camille Bened          | 139    |
| 9.      | Urška Poje             | 136    |
| 10.     | Lou Jeanmonnot-Laurent | 127    |

| Miejsce | Zawodniczka          | Punkty |
| ------- | -------------------- | ------ |
| 1.      | Anna Weidel          | 137    |
| 2.      | Myrtille Bègue       | 119    |
| 3.      | Walerija Wasniecowa  | 116    |
| 4.      | Vanessa Voigt        | 91     |
| 5.      | Sophia Schneider     | 89     |
| 6.      | Markéta Davidová     | 83     |
| 7.      | Jekatierina Moszkowa | 80     |
| 8.      | Megan Bankes         | 79     |
| 9.      | Simona Maříková      | 75     |
| 10.     | Christin Maier       | 74     |

| Miejsce | Kraj | Punkty |
| ------- | ---- | ------ |
| 1.      |      |        |
| 2.      |      |        |
| 3.      |      |        |
| 4.      |      |        |
| 5.      |      |        |
| 6.      |      |        |
| 7.      |      |        |
| 8.      |      |        |
| 9.      |      |        |
| 10.     |      |        |